# Pfälzische Landesbibliothek Speyer
Die Pfälzische Landesbibliothek (PLB) mit Sitz in Speyer ist eine wissenschaftliche Universalbibliothek, u. a. mit dem Sammelschwerpunkt „Pfälzische Geschichte und Landeskunde“. Die Einrichtung steht unter der Aufsicht des Ministeriums für Bildung, Wissenschaft, Weiterbildung und Kultur des Landes Rheinland-Pfalz.

## Geschichte
Die PLB wurde erst 1921 als bayerische Kreisanstalt gegründet, konnte aber durch den Erwerb von Privatbibliotheken schon früh eine umfangreiche landeskundliche Sammlung zur Pfalz-Literatur aufbauen. Zuvor war die Historische Bibliothek des Gymnasiums am Kaiserdom Speyer die wichtigste Bibliothek der Pfalz (Bayern). Nach dem Zweiten Weltkrieg stand die Pfälzische Landesbibliothek in der Trägerschaft des Bezirksverbandes Pfalz als Rechtsnachfolger des Bayerischen Kreistages. 1947 wurde ihr das Pflichtexemplarrecht für den damaligen Regierungsbezirk Pfalz übertragen. 1974 übernahm das Land Rheinland-Pfalz die die Pfälzische Landesbibliothek. Am 1. September 2004 verschmolz die PLB mit der Rheinischen Landesbibliothek Koblenz, der Bibliotheca Bipontina Zweibrücken, der Büchereistelle Koblenz, (früher: Landesbüchereistelle Rheinland-Pfalz Koblenz) und der Büchereistelle Neustadt (früher: Staatliche Büchereistelle Rheinhessen-Pfalz Neustadt an der Weinstraße) zum Landesbibliothekszentrum Rheinland-Pfalz. Seit 1990 ist die PLB mit dem Landesarchiv Speyer in einem Doppelgebäude untergebracht.

### Bestände
- ca. 1.000.000 Bände wissenschaftliche Literatur
- ca. 4.000 laufend gehaltene Zeitschriften
- ca. 4.000 Notenhandschriften
- ca. 110.000 gedruckte Noten
- ca. 12.000 Tonträger
- über 650 Filme (Videos, DVDs)

### Sondersammlungen
- ca. 700 Mittelalterliche und neuzeitliche Buchhandschriften (das älteste Zeugnis stammt aus dem frühen 9. Jahrhundert)
- ca. 9.000 Autographen
- ca. 100 Nachlässe bedeutender Persönlichkeiten aus Literatur, Kunst, Wissenschaft und Politik
- 150 Inkunabeln mit Schwerpunkt auf Speyerer Offizinen
- eine ca. 4.000 Stücke umfassende Sammlung von Exlibris
- die Sammlung von etwa 9.000 Karten und rund 1.000 Einblattdrucken